# Alexander Graf von Schönburg-Glauchau
Alexander Graf von Schönburg-Glauchau (ur. 15 sierpnia 1969 w Mogadiszu) – niemiecki dziennikarz i pisarz.
Alexander Graf von Schönburg-Glauchau jest synem Joachima Grafa von Schönburg-Glauchau i Beatrix Gräfin Széchenyi de Sárvár-Felsővidék.
Jako dziennikarz pisał m.in. dla Esquire, Die Zeit i Vogue'a. W 2003 ukazała się jego pierwsza książka Radosny ekspalacz (Das fröhliche Nichtraucher), która stała się w Niemczech bestsellerem. Następne książki autora to Piękne życie bez pieniędzy (wydanie polskie – 2006) i Lexikon der überflüssigen Dinge (Leksykon rzeczy zbytecznych, również 2006). W tym samym roku był także redaktorem naczelnym czasopisma Park Avenue. W 2001 napisał sztukę teatralną Karriere.
Mieszka w Poczdamie z żoną i trójką dzieci.